# Temporada 2020 del GT-CER
La Temporada 2020 del GT-CER incluye las temporadas 2020 del Campeonato de España de GT y del Campeonato de España de Resistencia. Con las pertinentes modificaciones a los calendarios iniciales y la merma de inscritos causada por la Pandemia de COVID-19, el CER se reestructura en 2 clases, en lugar de las 3 habituales como sucedía desde 2014. Así mismo, el TCR CER, como Campeonato, se establece como Clase independiente de la 1. La División 6 iba a llamarse directamente Copa Pura Pasión en la que iba a ser su tercera temporada, pero se cancela tras la primera ronda por falta de inscritos.

## Cuadro de honor
| Campeonato de España de GT                    | Campeonato de España de GT | Campeonato de España de GT             |
| --------------------------------------------- | -------------------------- | -------------------------------------- |
| Josep Mayola & Francesc Gutiérrez Ferrari 458 |                            |                                        |
| GT Clase 1                                    | GT Clase 2                 | GT Clase 3                             |
| Josep Mayola Francesc Gutiérrez               | Joan Vinyes                | Jesús A. De Martín Rafa Villanueva jr. |

| Copa de España TCR CER       | CER Clase 1                                      | CER Clase 1                                      | CER Clase 2                                        | CER Clase 2                                        | CER Clase 2                                        |
| ---------------------------- | ------------------------------------------------ | ------------------------------------------------ | -------------------------------------------------- | -------------------------------------------------- | -------------------------------------------------- |
| Evgeni Leonov CUPRA León TCR | Álvaro Vela & Alejandro Cutillas Peugeot 308 Cup | Álvaro Vela & Alejandro Cutillas Peugeot 308 Cup | José Luis Cejudo & Marc Cejudo Renault Clio Cup IV | José Luis Cejudo & Marc Cejudo Renault Clio Cup IV | José Luis Cejudo & Marc Cejudo Renault Clio Cup IV |
| Evgeni Leonov CUPRA León TCR | División 2                                       | División 3                                       | División 4                                         | División 5                                         | División 6                                         |
| Evgeni Leonov CUPRA León TCR | Álvaro Vela Alejandro Cutillas                   | Adrián García Iván Velasco                       | José Luis Cejudo Marc Cejudo                       | Juan Campos                                        | Erik Zabala                                        |

## Calendario
| Ronda | Duración | Circuito               | Fecha           |
| ----- | -------- | ---------------------- | --------------- |
| 1     | 48' +1v. | Circuito de Navarra    | 18 de julio     |
| 1     | 48' +1v. | Circuito de Navarra    | 19 de julio     |
| 2     | 48' +1v. | Circuito Ricardo Tormo | 29 agosto       |
| 2     | 48' +1v. | Circuito Ricardo Tormo | 30 agosto       |
| 3     | 48' +1v. | Circuito de Jerez      | 19 septiembre   |
| 3     | 48' +1v. | Circuito de Jerez      | 20 septiembre   |
| 4     | 2h       | Circuito de Cataluña   | 15 noviembre    |
| 5     | 48' +1v. | Motorland Aragón       | 28 de noviembre |
| 5     | 48' +1v. | Motorland Aragón       | 29 de noviembre |

## Campeonato de España de GT
| Pos                               | Piloto                                 | Escudería              | Coche                     | Cat. | NAV | NAV | CRT | CRT | JER | JER | CAT | ARA | ARA | Retención | Pts |
| --------------------------------- | -------------------------------------- | ---------------------- | ------------------------- | ---- | --- | --- | --- | --- | --- | --- | --- | --- | --- | --------- | --- |
| 1                                 | Francesc Gutiérrez Josep Mayola        | Pcr Sport              | Ferrari 458               | C1   | 1   | Ret | 1   | 1   | 2   | 1   | 1   | 4   | 2   |           | 320 |
| 2                                 | Joan Vinyes                            | Baporo Motorsport      | Porsche 911 GT3 Cup       | C2   | Ret | 2   | 2   | 3   | 3   | 3   | 8   | 3   | 4   |           | 256 |
| 3                                 | Antonio Sainero                        | E2P Escuela de Pilotos | Porsche 911 GT3 Cup       | C2   | 3   | 4   | 5   | Ret | 4   | 4   | 2   | 2   | 5   |           | 236 |
| 4                                 | Javier Morcillo                        | E2P Escuela de Pilotos | Porsche 911 GT3 Cup       | C2   | 3   | 4   |     |     | 4   | 4   | 2   | 2   | 5   |           | 216 |
| 5                                 | Philippe Gruau Arnaud Gómez            |                        | Vortex V8                 | C1   | 11  | 3   | 3   | 4   | 5   | Ret | 3   | 9   | 3   |           | 207 |
| 6                                 | Jaume Font                             | Baporo Motorsport      | Porsche 911 GT3 Cup       | C2   | Ret | 2   |     |     | 3   | 3   | 8   | 3   | 4   |           | 188 |
| 7                                 | Rafa Villanueva jr. Jesús A. de Martín | NM Racing Team         | Mercedes AMG GT4          | C3   | 5   | 5   | DNS | 7   | 8   | 6   | 5   | 7   | 8   |           | 148 |
| 8                                 | Jurgen Smet                            | Monlau Competición     | Renault RS01              | C1   | DSQ | 1   |     |     | 1   | 2   |     |     |     |           | 116 |
| 9                                 | Luis López Álvaro Rodríguez            | RAC Circuito Guadalope | Porsche 911 GT3 Cup       | C2   |     |     | 7   | 6   | 6   | 7   |     | 5   | 6   |           | 148 |
| 10                                | Gilles Courtouis Patrick Brochier      |                        | Vortex Light              | C3   |     |     | 9   | 9   | 9   | 8   | 7   | 8   | 9   |           | 98  |
| 11                                | Fernando Navarrete                     | SMC Junior             | Porsche 911 Cup           | C2   |     |     | 4   | 2   | 7   | 5   |     |     |     |           | 94  |
| 12                                | Álvaro Lobera                          | SMC Junior             | Porsche 911 Cup           | C2   |     |     | 4   | 2   |     |     |     |     |     |           | 60  |
| 13                                | Nicolas Nobs Philipe Bonnel            |                        | Vortex Light              | C3   | 10  | 6   |     |     |     |     | 6   |     |     |           | 50  |
| 14                                | Pablo Yeregui Daniel Carretero         | Club Deportivo DAGO    | Ginetta G55 GT4           | C3   | 7   | 10  | 8   | 8   |     |     |     |     |     |           | 40  |
| 15                                | Roald Goethe Benji Goethe              | Grand Prix Extrem GT   | Renault RS01              | C1   | 2   | Ret |     |     |     |     |     |     |     |           | 36  |
| 16                                | Lionel Amrouche                        |                        | Vortex Light              | C3   |     |     | 6   | 5   |     |     |     |     |     |           | 36  |
| 17                                | Manuel Cintrano Pedro M. Salvador      | E2P Escuela de Pilotos | Porsche 911 GT3 Cup       | C2   |     |     |     |     |     |     | 4   |     |     |           | 36  |
| 18                                | Fernando Navarrete P.                  | SMC Junior             | Porsche 911 Cup           | C2   |     |     |     |     | 7   | 5   |     |     |     |           | 29  |
| 19                                | Manel Cerqueda Daniel Díaz-Varela      | Baporo Motorsport      | Audi R8 GT4               | C3   | 4   | 11  |     |     |     |     |     |     |     |           | 29  |
| 20                                | Karen Gaillard                         |                        | Vortex Light              | C3   | 6   | 8   |     |     |     |     |     |     |     |           | 26  |
| 21                                | Álvaro Huerta Salvador Tineo           | CD Plemar Sport        | Ginetta G50 GT4           | C3   | 9   | 7   |     |     |     |     |     |     |     |           | 22  |
| 22                                | Ismael Arquero                         | E2P Escuela de Pilotos | Porsche 911 GT3 Cup       | C2   |     |     | 5   | Ret |     |     |     |     |     |           | 20  |
| 23                                | Pierre Arraou                          |                        | Audi R8 GT4               | C3   | 8   | 9   |     |     |     |     |     |     |     |           | 18  |
| no aptos para puntuar ni bloquear |                                        |                        |                           |      |     |     |     |     |     |     |     |     |     |           |     |
|                                   | José M. de los Milagros Sergio Paulet  | CyL Karting Team       | Ferrari 488 Challenge Evo | C2   |     |     |     |     |     |     |     | 1   | 1   |           |     |
|                                   | Belén García José Luís García M.       | NM Racing Team         | Ginetta G55 GT4           | C3   |     |     |     |     |     |     |     | 6   | 7   |           |     |

| Color     | Resultado                                                               |
| --------- | ----------------------------------------------------------------------- |
| Oro       | Ganador                                                                 |
| Plata     | 2.ª plaza                                                               |
| Bronce    | 3.ª plaza                                                               |
| Verde     | Finalizó en los puntos                                                  |
| Azul      | Finalizó sin puntos                                                     |
| Azul      | NC - No clasificado                                                     |
| Violeta   | Ret - No terminó (Carrera)                                              |
| Rojo      | DNQ - No se clasificó                                                   |
| Negro     | DSQ - Descalificado                                                     |
| Blanco    | DNS - No empezó (carrera)                                               |
| Blanco    | WD - Retirado (fin de semana)                                           |
| Blanco    | C - Carrera cancelada                                                   |
| Sin color | DNP - Inscrito pero no participó                                        |
| Sin color | INJ - Lesionado                                                         |
| Sin color | EX - Excluido                                                           |
| Estado    | Resultado                                                               |
| Negrita   | Pole position                                                           |
| Cursiva   | Vuelta rápida                                                           |
| †         | Abandona, pero clasifica al completar el porcentaje requerido para ello |

## Campeonato de España de Resistencia
Campeonato de España de TCR
Clase 1
| Pos | Piloto                             | Escudería           | Coche           | NAV | NAV | CRT | CRT | JER | JER | CAT | ARA | ARA | Retención | Pts   |    |    |
| D2  | D2                                 | D2                  | D2              | D2  | D2  | D2  | D2  | D2  | D2  | D2  | D2  | D2  | D2        | D2    | D2 | D2 |
| --- | ---------------------------------- | ------------------- | --------------- | --- | --- | --- | --- | --- | --- | --- | --- | --- | --------- | ----- | -- | -- |
| 1   | Álvaro Vela Alejandro Cutillas     | SMC Junior          | Peugeot 308 Cup | 1   | 1   | 3   | 3   | 2   | Ret | 1   | 1   | 1   |           | 258   |    |    |
| 2   | Gabriel Alonso                     | Chefo Sport         | Peugeot 308 Cup | 6   | 2   | 4   | 4   | 4   | 2   | 2   | 2   | Ret |           | 210,4 |    |    |
| 3   | Isidro Callejas Nico Abella        | Chefo Sport         | Peugeot 308 Cup | 3   | Ret | 2   | 2   | 1   | 1   | Ret |     |     |           | 176,8 |    |    |
| 4   | Mariano Alonso                     | Chefo Sport         | Peugeot 308 Cup | 6   | 2   | 4   | 4   |     |     | 2   | 2   | Ret |           | 150,4 |    |    |
| 5   | Luis González                      | Motor Club Sabadell | Peugeot 308 Cup |     |     | 1   | 1   |     |     |     |     |     |           | 72    |    |    |
| 6   | Denis Gibaud                       |                     | Peugeot 308 Cup | 2   | 3   |     |     |     |     |     |     |     |           | 68    |    |    |
| 7   | Igor Urien                         | Chefo Sport         | Peugeot 308 Cup |     |     |     |     | 4   | 2   |     |     |     |           | 60    |    |    |
| 8   | Juan de Dios Gómez                 | CD Plemar Sport     | Peugeot 308 Cup | 4   | Ret |     |     | 3   | Ret |     |     |     |           | 56    |    |    |
| 9   | Busián Fontán Víctor Pico          | SMC Junior          | Peugeot 308 Cup |     |     |     |     | Ret | 3   |     |     |     |           | 32    |    |    |
| 10  | Frédéric Billon Thierry Malassagne |                     | Peugeot 308 Cup | Ret | 4   |     |     |     |     |     |     |     |           | 24    |    |    |
| 11  | Laurent Puitgmal                   | Chefo Sport         | Peugeot 308 Cup | 5   | Ret |     |     |     |     |     |     |     |           | 20    |    |    |
| D3  |                                    |                     |                 |     |     |     |     |     |     |     |     |     |           |       |    |    |
| 1   | Adrián García Ivan Velasco         | Última Vuelta       | Peugeot RCZ     | 1   | Ret | 1   | Ret | 1   | 1   | 1   | 1   | 1   |           | 146   |    |    |

Clase 2
| Pos | Piloto                              | Escudería              | Coche                  | NAV | NAV | CRT | CRT | JER | JER | CAT | ARA | ARA | Retención    | Pts   |    |    |
| D4  | D4                                  | D4                     | D4                     | D4  | D4  | D4  | D4  | D4  | D4  | D4  | D4  | D4  | D4           | D4    | D4 | D4 |
| --- | ----------------------------------- | ---------------------- | ---------------------- | --- | --- | --- | --- | --- | --- | --- | --- | --- | ------------ | ----- | -- | -- |
| 1   | José Luis Cejudo Marc Cejudo        | Motor Club Sabadell    | Renault Clio Cup IV    | 2   | 2   | 1   | 2   | 3   | 3   | 2   | 5   | 1   | (255,2 - 20) | 235,2 |    |    |
| 2   | Jéremie Lesoudier Ludovic Lesoudier | Motors Club Sabadell   | Renault Clio Cup IV    | 1   | 1   |     |     | 2   | 1   | 1   | 1   | 3   |              | 232,4 |    |    |
| 3   | Víctor Fernández                    | RC2 Junior Team        | Renault Clio Cup IV    | 4   | 3   | 2   | Ret | 1   | 2   |     |     |     |              | 131,2 |    |    |
| 4   | Henri Pellefigue Edouard Atkatian   |                        | Renault Spider         |     |     | 3   | 1   |     |     |     | 4   | 2   |              | 184   |    |    |
| 5   | Henk Van Zoest                      | Skualo Competición     | Renault Clio Cup IV    | 3   | Ret |     |     |     |     |     | 3   | Ret |              | 67    |    |    |
| 6   | Félix Aparicio                      | UCAV Racing            | Peugeot 308 GTI        | 5   | DNS |     |     |     |     |     | 2   | Ret |              | 56    |    |    |
| D5  |                                     |                        |                        |     |     |     |     |     |     |     |     |     |              |       |    |    |
| 1   | Juan Campos                         | Peña Autocross Arteixo | Renault Clio Cup III   | 2   | 2   | 2   | 1   | 1   | 1   |     |     |     |              | 144,8 |    |    |
| 2   | Vicente G. Vallés                   |                        | Ford Fiesta 1.5        | 1   | 1   | 1   | Ret |     |     |     |     |     |              | 72    |    |    |
| 3   | Pedro J. Herráiz Javier Jiménez     | SMC Junior             | Toyota Auris Cup       |     |     |     |     | 2   | 2   |     |     |     |              | 50,4  |    |    |
| 4   | Alba M. Camacho Juan A. Campos      | CD Plemar Sport        | Alfa Romeo 147 GTA Cup |     |     |     |     | 3   | 3   |     |     |     |              | 38,4  |    |    |
| D6  |                                     |                        |                        |     |     |     |     |     |     |     |     |     |              |       |    |    |
| 1   | Erik Zabala                         | Arakil Motor Sport     | Ford Fiesta ST Line    | 1   | 1   | 1   | 1   |     |     |     | Ret | 1   |              | 108   |    |    |
| 2   | Sergio Torres Óscar Vergara         | Arakil Motor Sport     | Ford Fiesta ST Line    | 2   | Ret |     |     |     |     |     |     |     |              | 21,6  |    |    |